# Dattenberg
Dattenberg est une municipalité du Verbandsgemeinde Linz am Rhein, dans l'arrondissement de Neuwied, en Rhénanie-Palatinat, dans l'ouest de l'Allemagne.